# إيجل راسموسن
إيجل راسموسن (بالنرويجية البوكمول: Egil Rasmussen)‏ هو كاتب نرويجي، ولد في 28 أبريل 1903 في ألتا في النرويج، وتوفي في 18 يونيو 1964.